# Pelerinus alienus
Pelerinus alienus är en insektsart som först beskrevs av Brunner von Wattenwyl 1878.  Pelerinus alienus ingår i släktet Pelerinus och familjen vårtbitare. Inga underarter finns listade i Catalogue of Life.